# Quasipaa verrucospinosa
Espèce
Synonymes
- Rana spinosa verrucospinosa Bourret, 1937
- Paa verrucospinosa (Bourret, 1937)
- Nanorana verrucospinosa (Bourret, 1937)

Statut de conservation UICN

 NT  : Quasi menacé
Quasipaa verrucospinosa est une espèce d'amphibiens de la famille des Dicroglossidae.

## Répartition
Cette espèce se rencontre entre 250 et 2 300 m d'altitude :
- dans le sud-est de la Chine dans le sud du Yunnan ;
- dans le sud du Laos ;
- dans le Nord et le centre du Viêt Nam.

## Publication originale
- Bourret, 1937 : Notes herpétologiques sur l'Indochine française. XIV. Les batraciens de la collection du Laboratoire des Sciences Naturelles de l'Université. Descriptions de quinze espèces ou variétés nouvelles. Annexe Bulletin de l'Institut public Hanoï, p. 5-56.